# Canellaceae

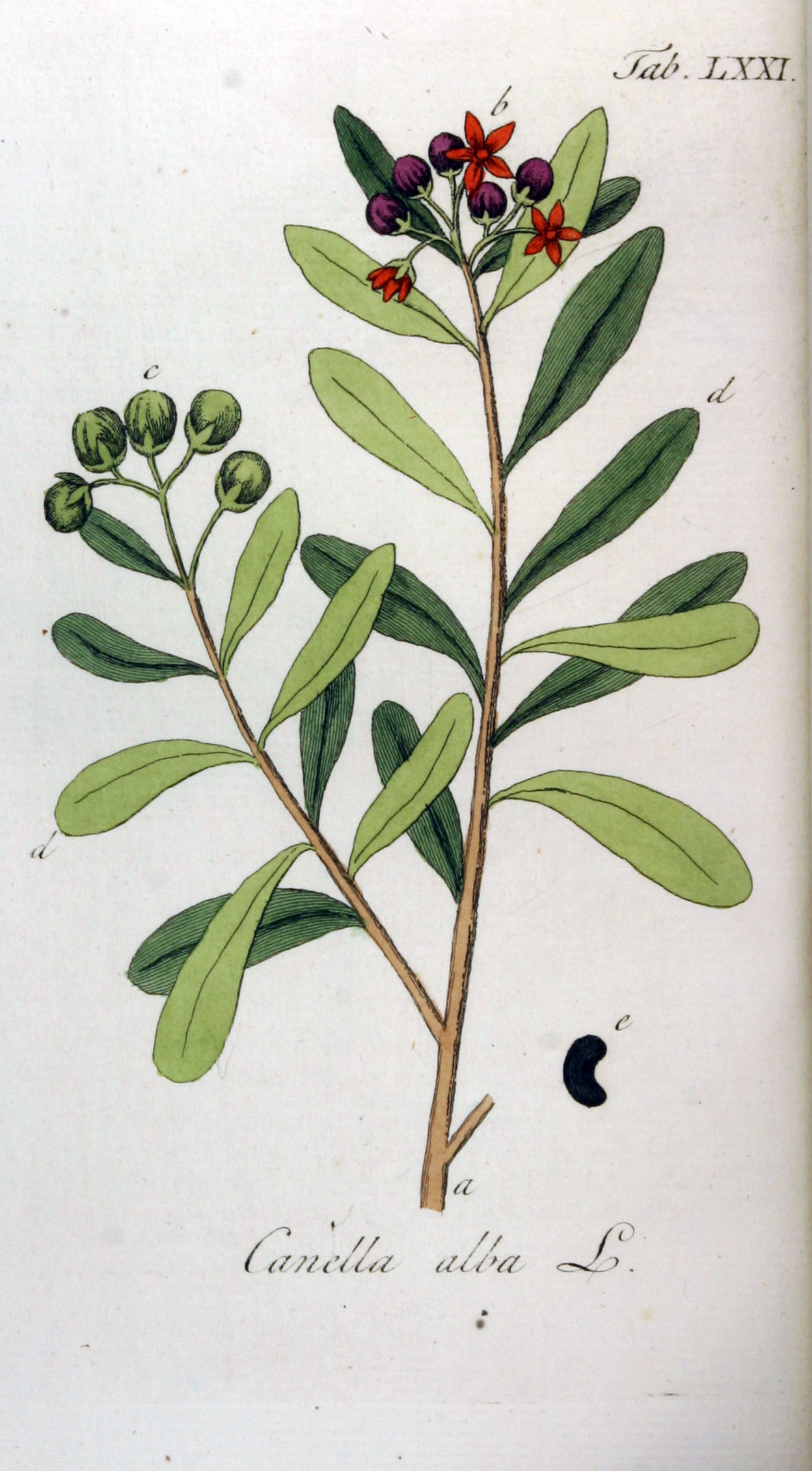
Canella winterana

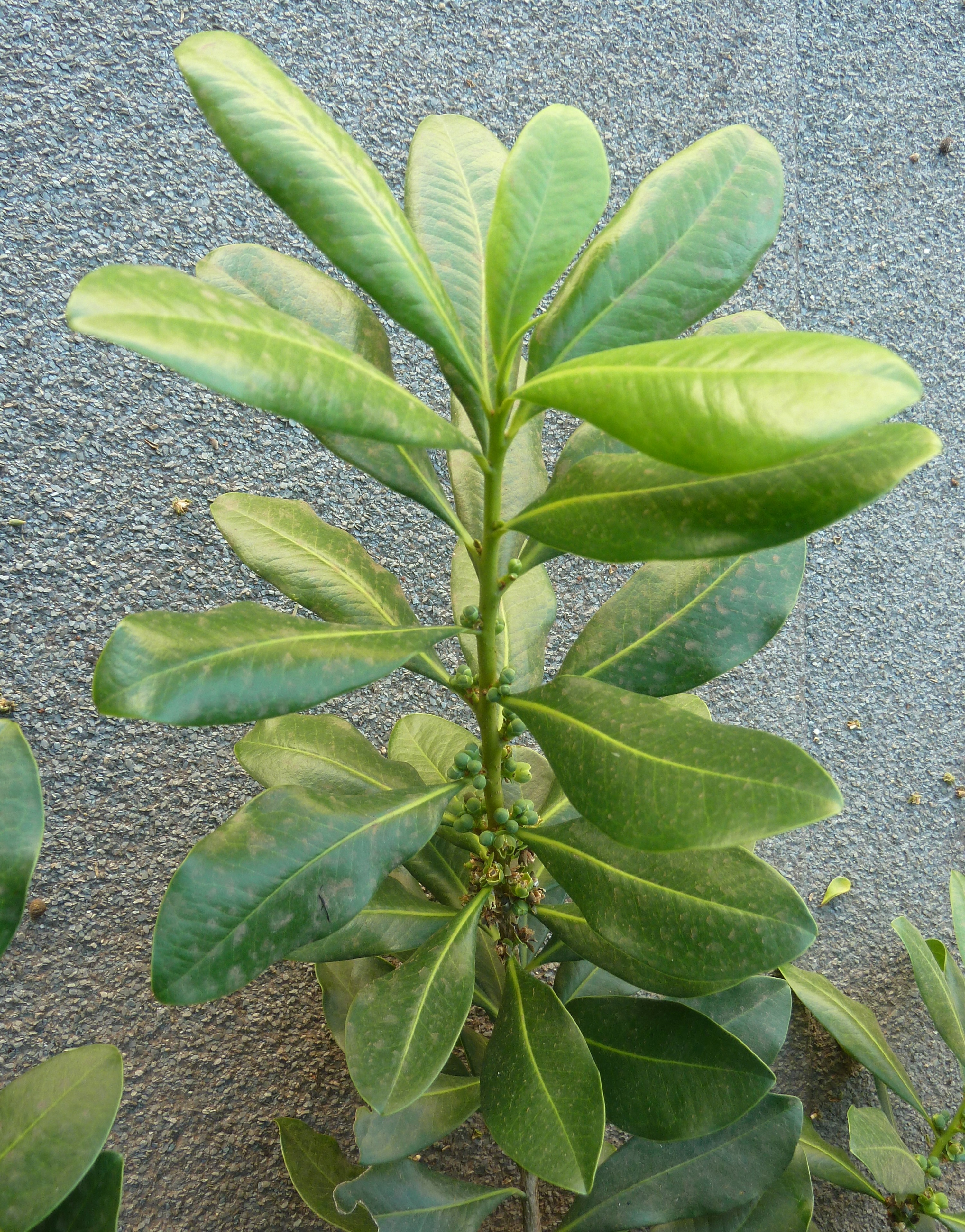
Folhagem de Warburgia salutaris.

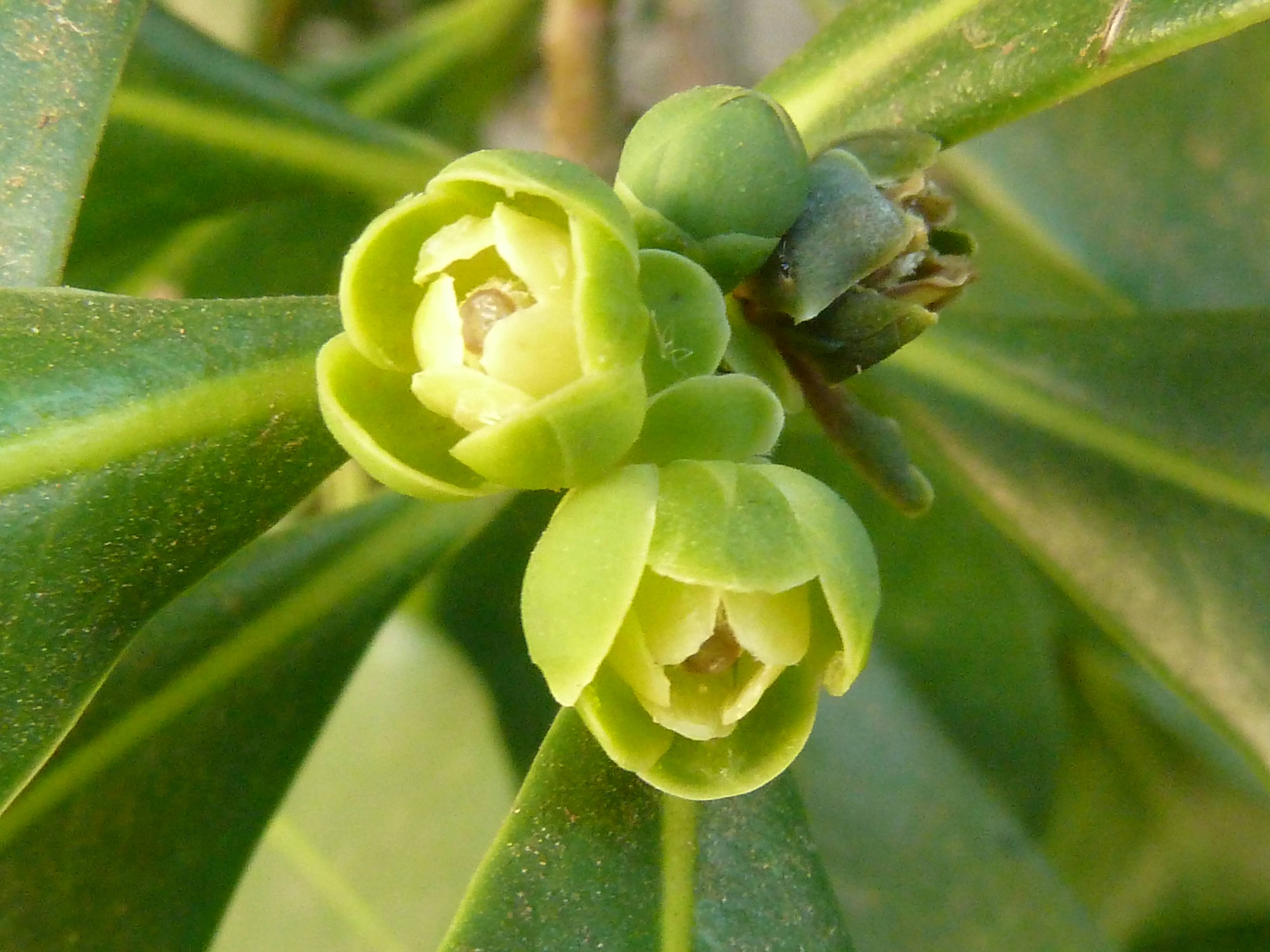
Flores de Warburgia salutaris.

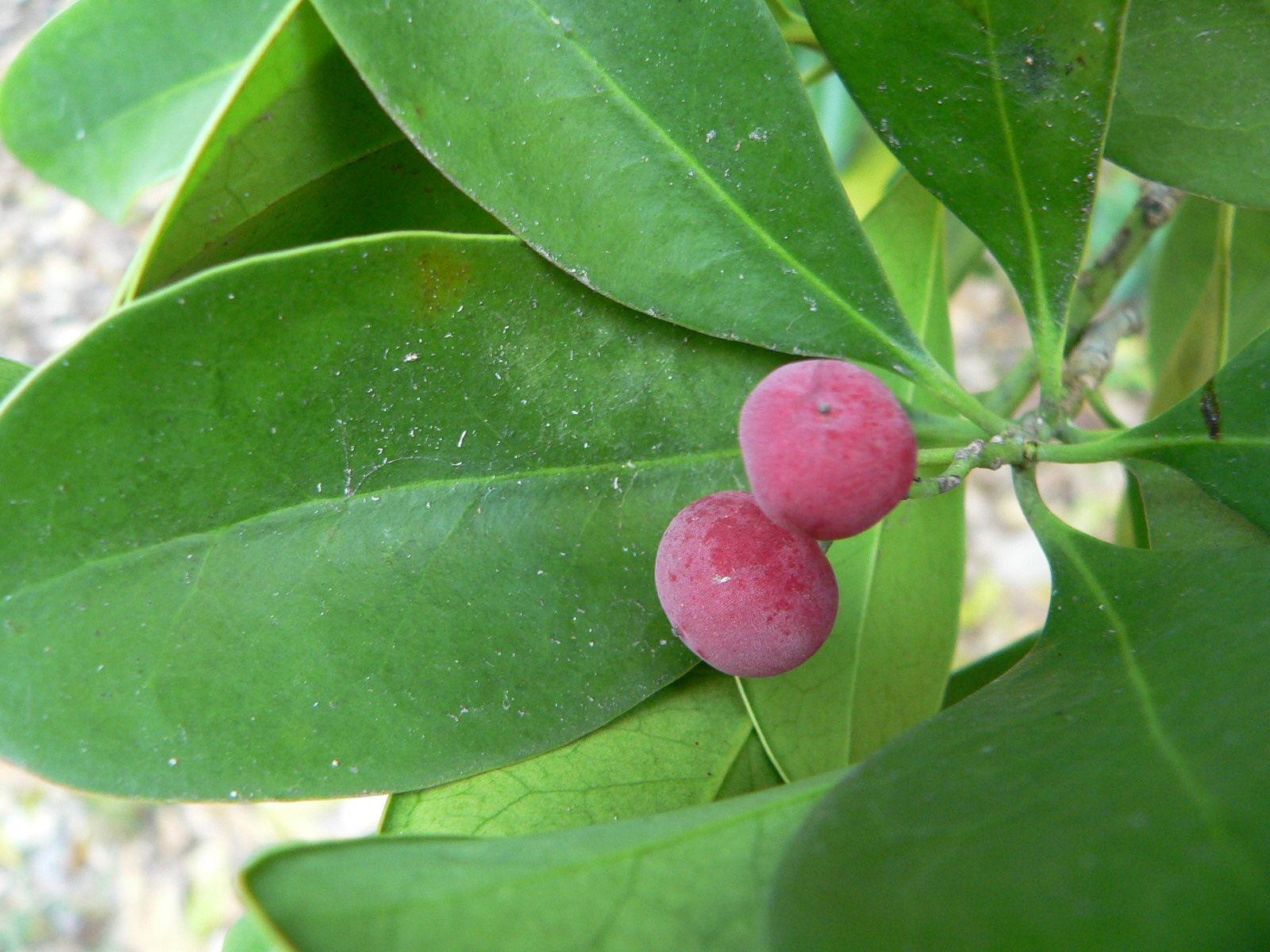
Frutos maduros de Canella winterana.

Canellaceae Mart. é uma família de plantas com flor da ordem Canellales, pertencente ao clado das magnoliídeas, que tem como grupo irmão a família Winteraceae. Na sua presente circunscrição taxonómica, a família agrupa 5 géneros e cerca de 21 espécies arbóreas de porte pequeno ou médio, por vezes arbustos. São plantas fortemente aromáticas, de folhas persistentes, produtoras de óleos essenciais, com flores e frutos geralmente vermelhos. Muitas espécies são usadas como plantas medicinais ou como sucedâneo da canela ou do sândalo.

## Descrição
As Canellaceae são uma família de plantas com flor da ordem Canellales, ordem que inclui apenas uma outra família, as Winteraceae.
A família Canellaceae é nativa das regiões Afrotropical e Neotropical. São árvores de pequeno a médio porte, raramente arbustos, sempre-verdes e aromáticas. As flores e os frutos são frequentemente vermelhos.
Várias espécies de Canellaceae são importantes em fitoterapia ou como substituto da canela, que é obtida do género Cinnamomum da família Lauraceae. Canella winterana é a única espécie da família Canellaceae que se conhece presentemente em cultivo.
A família está dividida em cinco géneros, mas estudos de sequência de ADN indicaram que alguns destes géneros deveriam ser divididos.
Estes géneros juntos compreendem cerca de 25 espécies. Nas Grandes Antilhas, muitas destas espécies são raras e endémicas em pequenas áreas. A partir de 2008, foram reconhecidas mais cinco espécies.

### Morfologia
A características morfológicas comuns às Canellaceae são as seguintes:
Hábito e caule
Em Canellaceae, os indivíduos são geralmente árvores perenes de pequeno ou médio porte, glabras, raramente arbustos. São altamente aromáticas, contendo óleos essenciais. Possuem câmbio de cortiça presente. Os tecidos vasculares primários se encontram em um cilindro, sem feixes separados. Não há floema interno nem feixes corticais e medulares. O espessamento secundário é desenvolvido a partir de um anel de câmbio convencional.
Folhas
As folhas em Canellaceae são alternas, simples, espiraladas ou dispostas em arranjos. São persistentes, inteiras e com glândulas translúcidas pontilhadas. Estípulas são ausentes e a nervação é pinada.
Flores
As flores em Canellaceae são geralmente vermelhas, encontradas solitárias ou agregadas em inflorescências, formando panículas ou racemos. Quando solitárias, são axilares. Quando agregadas, terminais ou axilares. São actinomorfas, geralmente trímeras, cíclicas ou parcialmente acíclicas (quando parcialmente acíclicas, o perianto é acíclico, ou seja, as pétalas). Hipanto ausente. Disco hipógino ausente.  O perianto possui cálice e corola distintos, ou sequencialmente integrando de sépalas a pétalas (dependendo se os três membros externos espessos, coriáceos e persistentes são interpretados como sépalas ou brácteas). As pétalas são delgadas e as três (raramente 2) sépalas são grossas, coriáceas e imbricadas.  Em Canellaceae, as flores são hermafroditas. O androceu é 6-12 (principalmente), ou 35-40 (em Cinnamosma). Há membros em que o androceu é livre do perianto. Estames 6-12 ou 35-40 (em Cinnamosma), sendo todos férteis. As anteras são bitecadas, com dois esporângios por teca, fixas no exterior do tubo estaminal, e sésseis. O gineceu é sincárpico, 2-6 carpelos, com pistilo unicelular. O ovário é súpero, unilocular. Apenas um estilete, apical, curto e grosso, e um estigma. 2-6 lóbulos. A placentação é parietal, sendo que os óvulos (6-100) ficam em cavidade única, horizontal ascendente, em uma linha simples ou dupla em cada placenta. São hemianátropo ou campilótropo, bitegumentados e crassinucelados. Núcleos polares com fusão antes da fertilização. Sinérgides em forma de pêra.
O pólen ocorre em mónadas, e é delicado e monossulcado (geralmente com 10% do grão tricotomosulcado); as aberturas são distais, exina, geralmente tectadas, e granulares, intectadas e reticuladas em Cinnamosma; os grãos são pequenos e pouco ornamentados em Cinnamodendron e Warburgia, maiores e mais bem decorados em Canella e Pleodendron. O pólen é geralmente semelhante ao das Myristicaceae, o que fez com que alguns sistematas de plantas acreditassem que as duas famílias estavam intimamente relacionadas.
Frutos e sementes
O fruto em Canellaceae geralmente é de cor avermelhada, possui o formato de baga, com cálice persistente.
Sementes (2-100), endospérmicas e oleosas. O tegumento tem idioblastos oleosos. O endosperma é abundante e oleoso. O embrião é pequeno, bem diferenciado, reto ou ligeiramente curvado, com 2 cotilédones. A micrópila em ziguezague. As sementes têm apenas exotesta (a camada externa da testa); o tegmen (a camada interna da testa) está colapsado. O revestimento da semente tem idioblastos oleosos; o endosperma é abundante e oleoso (ruminado em Cinnamosma).
O número cromossómico 2n é 22, 26, ou 28.
As sinapomorfias para Canellaceae incluem estames monadelfos, placentação parietal e óvulos campilotrópicos. Outros traços notáveis incluem as lenticelas conspícuas, a casca aromática, o sabor apimentado das folhas, as três (raramente duas) sépalas carnudas, e a baga com sementes reniformes.
Algumas fontes indicam que Cinnamodendron tem 20-40 estames, ao contrário das fontes que aqui são consideradas fiáveis. Os números muito grandes de estames (20 a 40), são provavelmente contagens de tecas ou microsporângios.

### Fitoquímica
Os monoterpenos são comuns, assim como os sesquiterpenos do tipo drimano, incluindo cinnafragrina, cinamodial e capsicodendrina. Estes três sesquiterpenos são partilhados apenas com as Winteraceae nas angiospérmicas.
As Canellaceae também possuem alcalóides do tipo aporfina, como a N-(cinamoil)-triptamina, lignanas do tipo aril-tetralina, cinamaldeído e alilfenol.
No mesofilo das folhas são comums os cristais de oxalato de cálcio. A maioria das espécies é cianogénica. Estão ausentes as protocianidinas, os flavonóis, as saponinas, as sapogeninas e o ácido elágico.

### Distribuição e ecologia
Distribuição
A família Canellaceae é nativa e amplamente distribuída de regiões tropicais, podendo ser encontrada nas Antilhas, Flórida, América do Sul tropical, no leste da África e em Madagáscar.
No Brasil, a família Canellaceae não é endêmica. É encontrada na Mata Atlântica, tendo presença confirmada no Sul e Sudeste. Dos 5 gêneros descritos, apenas 1 gênero é encontrado em território nacional; Cinnamodendron. Deste, 4 espécies; Cinnamodendron axillare (Endl. ex Walp.), Cinnamodendron dinisii (Schwacke), Cinnamodendron occhionianum (F.Barros & J.Salazar) e Cinnamodendron sampaioanum (Occhioni).
Ecologia
A família Canellaceae tem espécies adaptadas tanto a ambientes xéricos como aos solos hídricos, permanentemente enxarcados das florestas húmidas dos trópicos.
Em Canella winterana, as flores são protogínicas. As bagas são geralmente vermelhas e provavelmente comidas por aves, que contribuem para a dispersão de sementes (ornitocoria). As árvores são atacadas por larvas de diferentes insectos, incluindo dípteros.

## Filogenia e taxonomia

### Filogenia e registo fóssil
Dependendo do sistema de classificação e dos carácteres biológicos (fenotípicos) considerados, a família Canellaceae tem sido colocada perto de Annonaceae, Myristicaceae ou Winteraceae. Armen Takhtajan definiu a ordem Canellales como consistindo de Canellaceae e Winteraceae. Esta circunscrição é seguida no sistema APG IV, no qual a ordem Canellales é o táxon irmão de outra pequena ordem, a ordem Piperales. Estas duas ordens combinadas com outras duas ordens-irmãs Laurales e Magnoliales formam o clado das magnoliídeas.
Os géneros atualmente reconhecidos em Canellaeae apresentam entre si a seguinte relação filogenética:
|  | Pleodendron                                                  |
|  |                                                              |
|  | \| \| Cinnamodendron \| \| \| \| \| \| Warburgia \| \| \| \| |
|  |                                                              |
|  | Cinnamodendron                                               |
|  |                                                              |
|  | Warburgia                                                    |
|  |                                                              |

|  | Cinnamodendron |
|  |                |
|  | Warburgia      |
|  |                |

|  | Pleodendron                                                  |
|  |                                                              |
|  | \| \| Cinnamodendron \| \| \| \| \| \| Warburgia \| \| \| \| |
|  |                                                              |
|  | Cinnamodendron                                               |
|  |                                                              |
|  | Warburgia                                                    |
|  |                                                              |

|  | Cinnamodendron |
|  |                |
|  | Warburgia      |
|  |                |

|  | Pleodendron                                                  |
|  |                                                              |
|  | \| \| Cinnamodendron \| \| \| \| \| \| Warburgia \| \| \| \| |
|  |                                                              |
|  | Cinnamodendron                                               |
|  |                                                              |
|  | Warburgia                                                    |
|  |                                                              |

|  | Cinnamodendron |
|  |                |
|  | Warburgia      |
|  |                |

|  | Pleodendron                                                  |
|  |                                                              |
|  | \| \| Cinnamodendron \| \| \| \| \| \| Warburgia \| \| \| \| |
|  |                                                              |
|  | Cinnamodendron                                               |
|  |                                                              |
|  | Warburgia                                                    |
|  |                                                              |

|  | Cinnamodendron |
|  |                |
|  | Warburgia      |
|  |                |

Folhas fósseis de Canella são conhecidas do Plioceno da Bahia (Brasil). O pólen de Pleodendron é conhecido do Oligoceno de Porto Rico.

### Taxonomia
Evolução da classificação
A taxonomia das Canellaceae tem sofrido múltiplas alterações de relevo ao longo do último século, conferindo ao grupo uma complexa história taxonómica que aparenta ainda não ter atingido o pleno consenso em matéria do número de géneros a considerar, existindo fundadas dúvidas sobre a sua monofilia. Tal indicia a necessidade de novas alterações a curto prazo.
A espécie Canella winterana era uma importante planta medicinal dos povos indígenas dos trópicos americanos, tendo sido rapidamente adoptada como tal pelos europeus. O Dr. Diego Álvarez Chanca acompanhou Cristóvão Colombo na sua segunda viagem, após o que escreveu sobre uma canela que era diferente de qualquer uma das espécies de canela usadas na Europa. Tudo indica que se referia à utilização da canela que viria a ser descrita como Canella winterana.
Em 1737, no seu Hortus Cliffortianus, Linnaeus combinou Canella com Drimys, um género agora em Winteraceae, e Cinnamomum, agora em Lauraceae, para formar um táxon que  designou como Winterania. Em 1753, na primeira edição de Species Plantarum, Linnaeus dividiu Winterania em quatro espécies. Três delas estão atualmente em Cinnamomum, e a quarta, a que chamou Laurus winterana, consistia nas actuais Canella winterana e Drimys winteri. Estas quatro espécies foram incluídas num género Laurus sensu lato.
Em 1756, Patrick Browne aplicou o nome Canella à espécie atualmente conhecida como Canella winterana. Contudo, não acrescentou um epíteto específico para criar uma designação binomial.
O nome genérico é derivado de canela, a palavra espanhola para canela, mas a palavra espanhola é derivada do latim canna, que significa cana, ou do termo grego relacionado kanna, que se refere a um pedaço de casca enrolada.
O género Canella não foi adotado por Linnaeus, que ressuscitou o género Winterania na segunda edição de Species Plantarum em 1762. Atribuiu a Winterania uma única espécie, Winterania canella, que era equivalente à espécie que tinha anteriormente designado por Laurus winterana.
Em 1784, Johan Andreas Murray dividiu Winterania em dois géneros monoespecíficos, cujas espécies constituintes eram Canella alba e Wintera aromatica. O nome Canella alba foi validado por Murray em 1784, mas já era usado há muito tempo. Linnaeus atribuiu o nome a Samuel Dale, que o usou na sua Pharmacologia, cuja primeira edição foi publicada em 1693. Patrick Browne menciona o uso do nome por Mark Catesby. Canella alba foi renomeada como Canella winterana por Joseph Gaertner em 1788 no seu clássico tratado De Fructibus et Seminibus Plantarum (Os Frutos e Sementes das Plantas). A mudança nomenclatural foi exigida pela aplicação do Código Internacional de Nomenclatura para Algas, Fungos e Plantas. Wintera aromatica é agora conhecida como Drimys winteri e pertence à família Winteraceae.
A família Canellaceae foi estabelecida por Carl von Martius em 1832 e foi definida como consistindo apenas no género Canella.
Stephan Endlicher dividiu Canella em 1840, criando o novo género Cinnamodendron. O género Cinnamosma foi criado em 1867, Warburgia em 1895 e Pleodendron em 1899. Capsicodendron foi erigido em 1933. Alguns autores aceitam Capsicodendron e atribuem-lhe duas espécies, Capsicodendron pimenteira e Capsicodendron dinisii. Outros autores subsumem Capsicodendron em Cinnamodendron e C. pimenteira em C. dinisii.
Estudos de filogenia molecular de sequências de ADN mostraram que o género Cinnamodendron, tal como tradicionalmente circunscrito, é polifilético, consistindo em dois clados distintos. Estes grupos são morfologicamente diferentes e as suas regiões de distribuição natural não se sobrepõem.
Um destes clados está filogeneticamente próximo dos géneros africanos Cinnamosma e Warburgia em relação aos quais pode ser parafilético. É composto por oito espécies, uma das quais foi nomeada em 2005. Duas outras espécies deste grupo não foram formalmente nomeadas e descritas na literatura científica. Este grupo é restrito à América do Sul. Uma vez que inclui a espécie-tipo, Cinnamodendron axillare, manterá o nome Cinnamodendron.
O outro clado de espécies de Cinnamodendron é mais estreitamente relacionado com Pleodendron e está restrito às Grandes Antilhas. É constituído por seis espécies, duas das quais permanecem sem nome. O nome Antillodendron foi proposto para este grupo, mas este nome é considerado por alguns como inválido por não ter sido efetivamente publicado.
Classificação APG IV
Seguindo o sistema APG IV, o género Capsicodendron é mantido em sinonímia com Cinnamodendron, embora estudos moleculares preliminares separem Capsicodendron de Cinnamodendron e coloquem Capsicodendron mais próximo dos géneros Cinnamosma e Warburgia do que de Cinnamodendron. Esta colocação não é corroborada pela morfologia. Assim, na sua presente circunscrição taxonómica a família Canellaceae integra os seguintes géneros:
- Canella
- Cinnamodendron
- Cinnamosma
- Pleodendron
- Warburgia

As característics morfológicas que distingume os géneros são as seguintes:
- Pétalas fundidas num tubo até meio do seu comprimento

Cinnamosma Baill., 1867, Madagáscar
- Pétalas livres ou ligeiramente conatas na base
  - Pétalas 5, ligeiramente conatas na base, inflorescência em panícula terminal

Canella P. Browne, 1757, Flórida, Antilhas, norte da América do Sul
- - Pétalas 6-12, livres, flores solitárias, terminais ou axilares, ou em inflorescências axilares

-   - Pétalas 12, em 3-4 espirais, estames 12, carpelos 6

Pleodendron Tiegh., 1899, Grandes Antilhas, Costa Rica
-   - Pétalas 6-10, em duas espirais, estames 6-10, carpelos 2-5(-6)

-   - Pétalas 6-10, estames 6-10, carpelos 2-4(-6), folhas elípticas a obovadas, frutos maduros até 2 cm de comprimento

Cinnamodendron Endl., 1840 (incluindo Capsicodendron Hoehne, 1933), Grandes Antilhas até o sul do Brasil
-   - Pétalas 10, estames 10, carpelos 5, folhas oblanceolado-espatuladas a alongadas, frutos maduros com 3-6 cm de comprimento

Warburgia Engl., 1895, África Oriental e África Austral

## Usos
A maioria das espécies de Canellaceae produz casca que é semelhante em odor e sabor à canela, mas na realidade a família está filogeneticamente mais próxima de Piperaceae, incluindo a pimenta-preta (Piper nigrum), do que das verdadeiras canelas, que pertencem à família Lauraceae (ainda dentro das Magnoliídeas).
A canela-branca, Canella winterana, originária da Flórida e das Antilhas, é utilizada como condimento, com propriedades tónicas. Embora a produção comercial de "canela-branca" de C. winterana tenha cessado, a produção local em pequena escala continua. As Canellaceae são desde há muito utilizadas localmente como plantas aromáticas e como base de medicamentos usados em fitoterapia.
A casca da canela-vermelha ou falsa-casca-de-anta, Cinnamodendron corticosum, é utilizada como substituto da casca-de-anta (Drimys winteri, membro de Winteraceae) no Chile e na Argentina, onde é conhecida pelo nome comum de canelo, nome que também é aplicado à canela.
Em África, várias espécies de Warburgia têm usos medicinais. As cascas de Warburgia salutaris e Warburgia ugandensis são usadas para tratar febre, resfriados e malária. Outras espécies são utilizadas para madeira ou para a produção de resina utilizada como cola.
O saro, ou sândalo-verde, (também conhecido localmente como mandravasarotra), a espécie Cinnamosma fragrans, é nativo de Madagáscar de onde é exportado para a Índia para ser queimado em cerimónias. Não está relacionado com o verdadeiro sândalo, que pertence à família Santalaceae.